# Fernando Dávila
Fernando Dávila (* 2. Juni 1930 in Mexiko-Stadt; † 12. Februar 2022), auch bekannt unter dem Spitznamen La Cira, war ein mexikanischer Fußballspieler, der im defensiven Mittelfeld agierte. 

## Laufbahn
„La Cira“ Dávila stand während seiner gesamten Laufbahn von 1950 bis 1963 beim CD Zacatepec unter Vertrag, mit dem er in der Saison 1950/51 in der neu eingeführten Segunda División spielte. Die Cañeros waren der erste Sieger der neu eingeführten zweiten Liga und gingen als erster sportlicher Aufsteiger in die Geschichte des mexikanischen Vereinsfußballs ein. Beim Debüt in der höchsten Spielklasse am 29. Juli 1951 im Heimspiel gegen den CD Veracruz stand Dávila nicht nur auf dem Platz, sondern steuerte auch einen Treffer zum 8:0-Kantersieg des Aufsteigers gegen den Meister von 1950 bei.
In der kommenden Dekade gehörte Dávila zum Kader der erfolgreichsten Mannschaft in der Geschichte des Club Deportivo Zacatepec, der in diesem Zeitraum je zweimal die Meisterschaft und den Pokalwettbewerb gewann. 
Am Ende der Saison 1961/62 stieg Dávila mit den Cañeros ab, verhalf ihnen aber in der Saison 1962/63 abermals zum Gewinn der Zweitligameisterschaft und somit zum unmittelbaren Wiederaufstieg, bevor er im Anschluss an diesen Erfolg seine aktive Laufbahn beendete. 
In der Saison 1984/85 erlebte Dávila, diesmal in seiner Eigenschaft als Trainer, einen erneuten Abstieg mit den Cañeros, die seither nie wieder erstklassig spielten.

## Erfolge
- Mexikanischer Meister: 1955 und 1958
- Mexikanischer Pokalsieger: 1957 und 1959